# Rolls-Royce Corniche
Pour les articles homonymes, voir Rolls-Royce Corniche (2000).
La Rolls-Royce Corniche est une variante coupé-cabriolet de la Silver Shadow de Rolls-Royce commercialisée entre 1971 et 1995 sous quatre évolutions (I, II, III, IV). Elles sont réalisées par Mulliner Park Ward.

## Historique
Dessinée par le designer Bill Allen, elle doit son nom aux dénominations géographiques locales de corniches désignant des routes à flanc de montagnes ou de falaises et bordant un littoral ou un paysage pittoresque, comme la route de Mulholland Falls à Los Angeles, ou encore l'ensemble de routes (basse, moyenne et grande corniche) reliant Nice à Monaco, dans les Alpes-Maritimes. 

### 1984: Corniche II

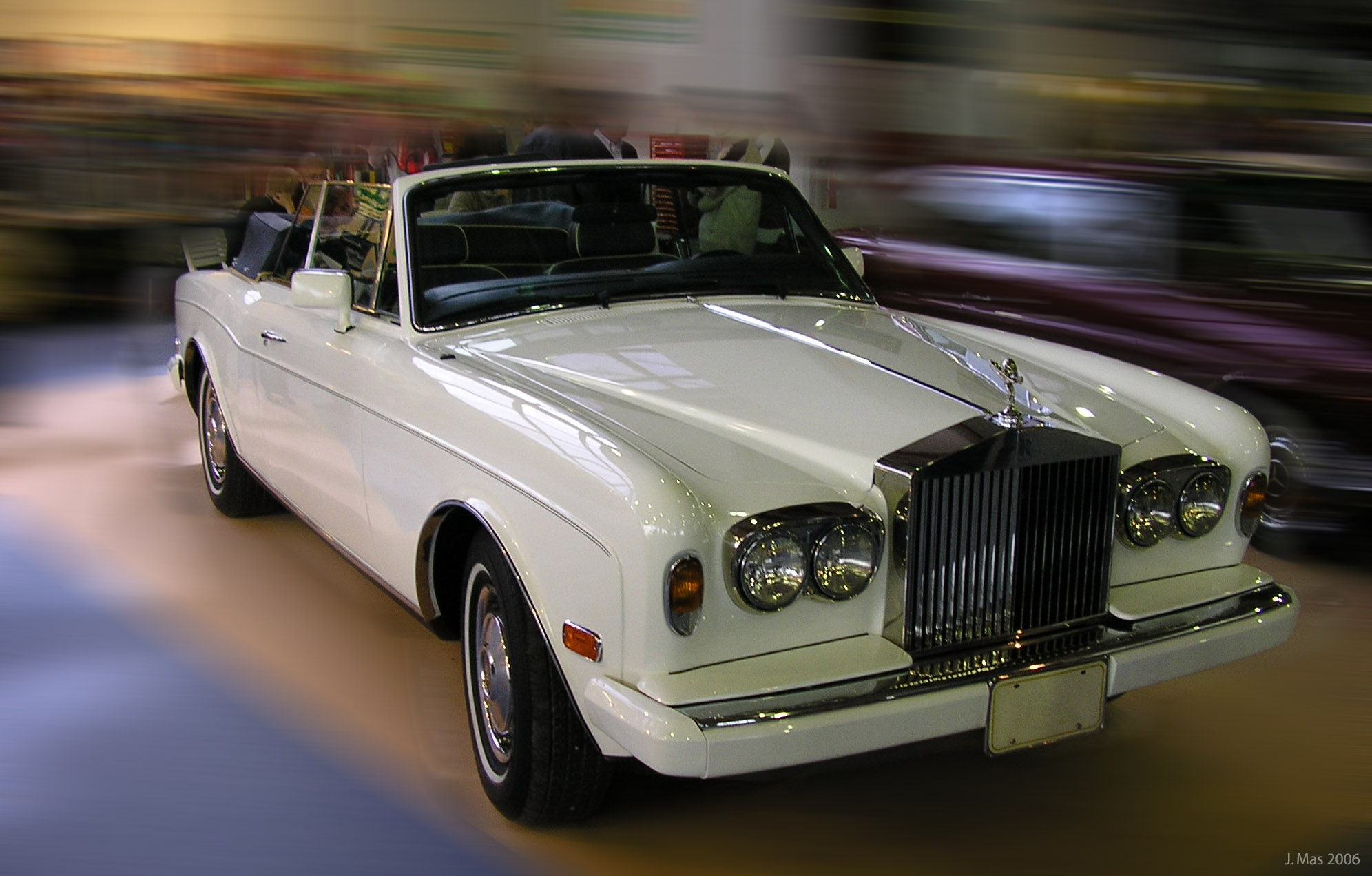
Modèle lancé en 1986 : Corniche II

En 1977, la voiture est remaniée pour devenir la Corniche II. S'agissant des pare chocs, la gomme et le caoutchouc ont remplacé les chromes, le radiateur d'aluminium aussi et un refroidisseur d'huile a été ajouté. L'ABS est standardisé mais les airbags n'étaient pas disponibles sur le véhicule. Parmi les changements, les jantes adoptent un nouveau style, une nouvelle sorte d'avertisseurs optiques inversée est mise en place. La structure autour de la plaque d'immatriculation arrière et la conception des sièges ont été modifiées. Le tableau de bord a été redessiné et la planche de bord comporte un bossage au-dessus du tableau.
La version Bentley, mise au point en 1984, a un nouveau nom, la Continental. Le modèle coupé fermé est arrêté en 1982 et toutes les Corniche II sont des cabriolets.

### 1989: Corniche III
La Corniche III fut introduite en 1989 au salon de Francfort. Elle est considérée comme une continuation de la ligne Corniche. Les différences par rapport à la Corniche II sont : la présence d'airbags dans toutes les versions ; les pare-chocs peints de la même couleur que la carrosserie, le système de suspension plus perfectionné et des modifications mineures à l'intérieur de l'habitacle, avec une évolution du tableau de bord et de la console.

### 1993: Corniche IV
Le concept de la Corniche a été retravaillé. À cette époque, la production avait déménagé à Crewe à la suite de la fermeture de l'usine de Mulliner Park Ward. Le verre est maintenant utilisé pour la lunette arrière, à la place du plexi. Les plastiques subissent une montée en gamme. Le reste de la mécanique est lui aussi amélioré. Il n'y a plus aucun système manuel de verrouillage, tout est automatique. L'air conditionné comme les airbags conducteur et passager sont systématiquement proposés.
Les vingt-cinq derniers modèles de la Corniche, construits en 1995, le sont uniquement en version turbo et sont appelés « Corniche S ».

## Bentley
Une variante Bentley est commercialisée avec pour seule différence la forme de la calandre. Présentée en mars 1966, au salon de Genève, en coupé succédant au coupé S3 puis en cabriolet au salon de Francfort de 1967. Les coupés et cabriolets sont ensuite commercialisés sous le nom de Bentley Corniche à partir de 1971. Le cabriolet prend le nom de Bentley continental en 1984. Il est remplacé en 1995 par la Bentley Azure.

## Production
(octobre 2009).
Si vous disposez d'ouvrages ou d'articles de référence ou si vous connaissez des sites web de qualité traitant du thème abordé ici, merci de compléter l'article en donnant les références utiles à sa vérifiabilité et en les liant à la section « Notes et références ».
- Rolls-Royce Corniche : 4 347
  - Saloon (1971-1982) : 1 108
  - Convertible (1971-1987) : 3 239
- Bentley Corniche : 140 
  - Saloon (1971-1982) : 63
  - Convertible (1971-1984) : 77
- Rolls-Royce Corniche II : 1 226
- Rolls-Royce Corniche III : 452
- Rolls-Royce Corniche IV : 244
- Corniche IV (1993-1996) : 219 
  - Corniche S (1995-1996) : 25
- Bentley Continental (1984-1994) : 421
- Bentley Continental Turbo (1992-1995) : 8
- Bentley Continental (2008-2009) : 1 (For Mixmaster B)